# Quantifica
Quantifica es una empresa independiente de informaciones y de búsqueda de datos especializada en las telecomunicaciones.
Conocida inicialmente bajo el nombre de OMSYC (Organización Mundial de Sistemas de Comunicaciones) hasta 2008 y teniendo su sede en París, Francia, Quantifica tiene numerosos clientes en todo el mundo, tanto como gabinetes de consejos que operadores de telecomunicaciones, reguladores o fabricantes de equipo. Su base de datos contiene más de 240 000 datos y 1 500 variables.

## Historia de la empresa
Quantifica (antiguamente OMSYC, Organización Mundial Sistemas de Comunicaciones), fue fundada en 1988 por Jacques Dondoux, el antiguo director general de las telecomunicaciones al ministerio francés del Correo y de las telecomunicaciones (que se hizo más tarde France Télécom).

## Sitio
Quantifica está basada en París, Francia.

## Servicios
Quantifica publica su trabajo de búsqueda sobre las telecomunicaciones a través de una serie de informes sobre la realización móvil, comprendiendo los mercados móviles y los informes sobre los operadores móviles.
Además, Quantifica realiza víspera competitiva, informes sobre la realización de los operadores móviles así como previsiones sobre el mercado mundial de las telecomunicaciones.
En 2001, Quantifica lanzó una base de datos en línea que permite una entrega de datos inmediatas o de datos a la petición.
Cinco pasos son necesarios en el proceso de colecta y de análisis de datos para Quantifica antes de entrarlos en su sistema de información: colecta de datos, publicación de estudios de mercado sobre las telecomunicaciones, cuantitativamente y cualitativamente, datos embargados para elegir datos pertinentes, tratamiento en publicación de cifras claves. Quantifica utiliza este método desde 20 años y ya ha colectado más de 1,5 millones de datos sobre las telecomunicaciones, las medias e Internet. 
Quantifica acompaña también el enfoque marketing de sus clientes y de sus necesidades gracias a un servicio ad hoc: reuniones sobre las preguntas específicas, estudias de mercado y análisis estadísticas.

## Competidores
Quantifica tiene numerosos competidores, incluido:
- Idate
- Informa
- Forrester
- Garner
- Dataxis

## Cubierta de prensa
- Premier Cercle – April 25, 2008 « Analyse Quantifica : l'Internet Haut Débit, Europe vs USA »  (enlace roto disponible en Internet Archive; véase el historial, la primera versión y la última).
- Le Journal des Finances – May 03, 2008 « Pourquoi la spéculation sur le secteur de la téléphonie mobile est relancée »
- Services Mobiles – March 2008 « Mobiles, les américains téléphonent plus pour moins ! »  (enlace roto disponible en Internet Archive; véase el historial, la primera versión y la última).